# Newtown Creek
Der Newtown Creek ist ein etwa sechs Kilometer langes Ästuar, das einen Teil der Grenze zwischen Brooklyn und Queens in New York City, New York, bildet. Zu den Umweltproblemen gehört die Ölverunreinigung des Gewässers.

## Brücken
Zu den Brücken zählen die Pulaski Bridge, die J. J. Byrne Memorial Bridge und die Kosciuszko Bridge.